# Varpusuo-Saarisuo
Varpusuo-Saarisuo este o arie protejată (arie specială de conservare — SAC, sit de importanță comunitară — SCI, arie de protecție specială avifaunistică — SPA) din Finlanda întinsă pe o suprafață de 1.021 ha, integral pe uscat.

## Localizare
Centrul sitului Varpusuo-Saarisuo este situat la coordonatele 65°52′42″N 27°06′04″E / 65.8783°N 27.1011°E.

## Înființare
Situl Varpusuo-Saarisuo a fost declarat sit de importanță comunitară în august 1998 pentru a proteja 10 specii de animale. Alte tipuri de protecție:
- arie de protecție specială avifaunistică (în august 1998)[2]
- arie specială de conservare (în aprilie 2015)[1][3][4]

## Biodiversitate
Situată în ecoregiunea boreală, aria protejată conține 6 habitate naturale: Lacuri și iazuri distrofice naturale, Râuri naturale fino-scandinave, Cursuri de apă de la nivel de câmpie la nivel montan, cu vegetație Ranunculion fluitantis și Callitricho-Batrachion, Turbării active, Turbării Aapa, Mlaștini împădurite.
La baza desemnării sitului se află mai multe specii protejate de  păsări (10): gâscă de semănătură (Anser fabalis), bătăuș (Calidris pugnax), lebădă de iarnă (Cygnus cygnus), Emberiza rustica, cocor (Grus grus), Lyrurus tetrix tetrix, ploier auriu (Pluvialis apricaria), chiră de baltă (Sterna hirundo), fluierar negru (Tringa erythropus), fluierar de mlaștină (Tringa glareola).